# Strnadice
Strnadice (Duits: Sternaditz) is een Tsjechische plaats in de gemeente Maršovice, regio Midden-Bohemen, en maakt deel uit van het district Benešov. Het dorp ligt op 1,5 kilometer afstand van Maršovice.
Strnadice telt 49 inwoners (2021).

## Geschiedenis
De eerste schriftelijke vermelding van het dorp dateert van 1384.
Tijdens de Tweede Wereldoorlog was het dorp onderdeel van het militaire oefenterrein van de Waffen-SS Benešov. Op 1 april 1944 moesten de inwoners daarom noodgedwongen hun huizen verlaten. In 1949 werd Strnadice, samen met Maršovice, ingedeeld bij het district Benešov.

## Verkeer en vervoer

### Autowegen
Er leidt een regionale weg naar het dorp.

### Spoorlijnen
Er is geen station in Strnadice. Het dichtstbijzijnde station is in Bystřice, op zo'n twaalf kilometer afstand. Vanaf daar vertrekken stop- en intercitytreinen naar Benešov, Praag, Tábor en Sedlčany.

### Buslijnen
Er is één bushalte naast het dorp:
| Halte                | Lijn(en) | Traject(en)                         | Vervoerder(s) |
| -------------------- | -------- | ----------------------------------- | ------------- |
| Maršovice, Strnadice | 757 759  | Benešov - Votice Benešov - Neveklov | CŠAD Benešov  |

## Bezienswaardigheden
- Stenen klokkentoren uit 1879;
- Monument voor de slachtoffers van de Eerste Wereldoorlog;
- RETROAUTOMUZEUM, een museum gewijd aan oldtimers.

## Galerij

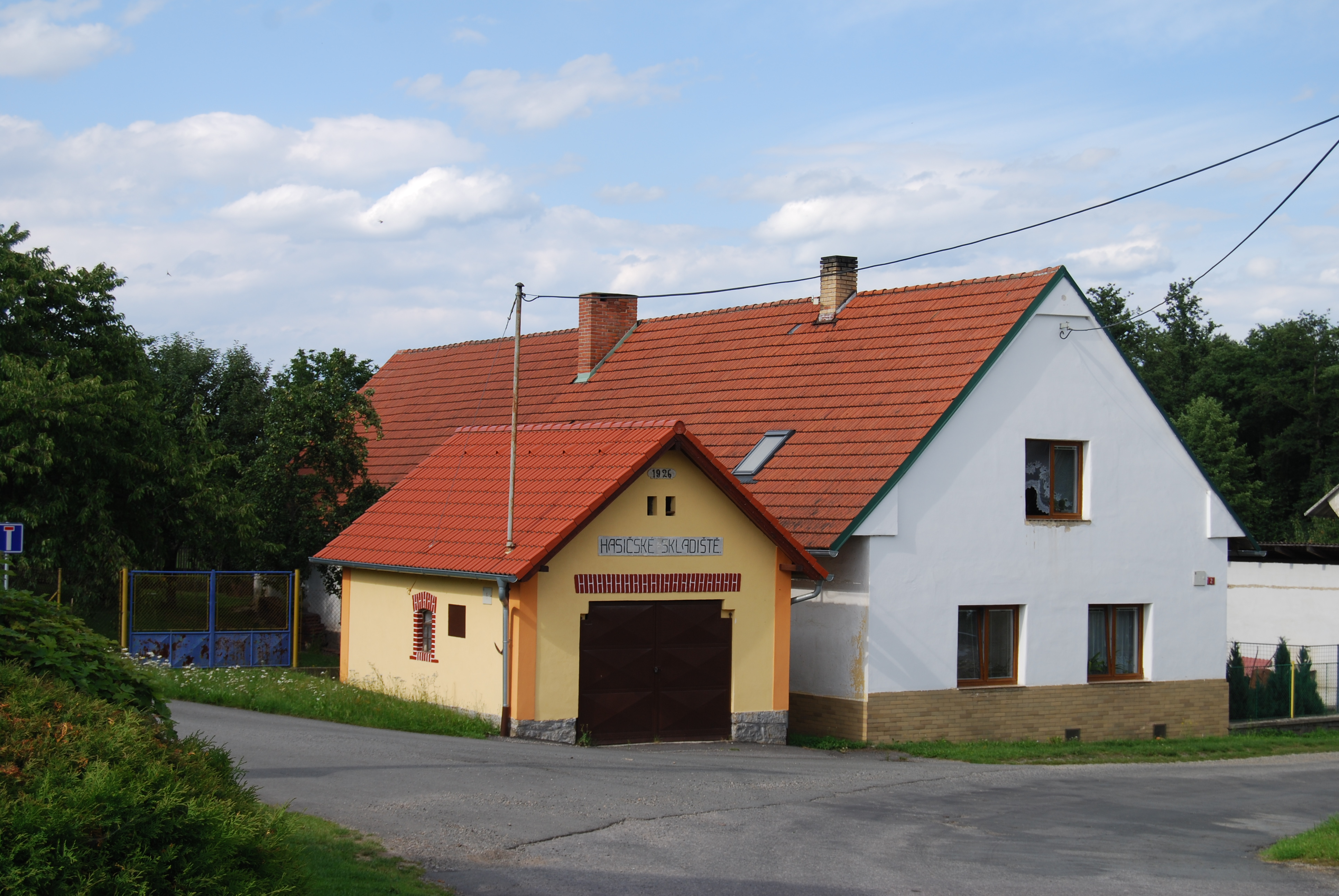
Dorpsplein (2012)
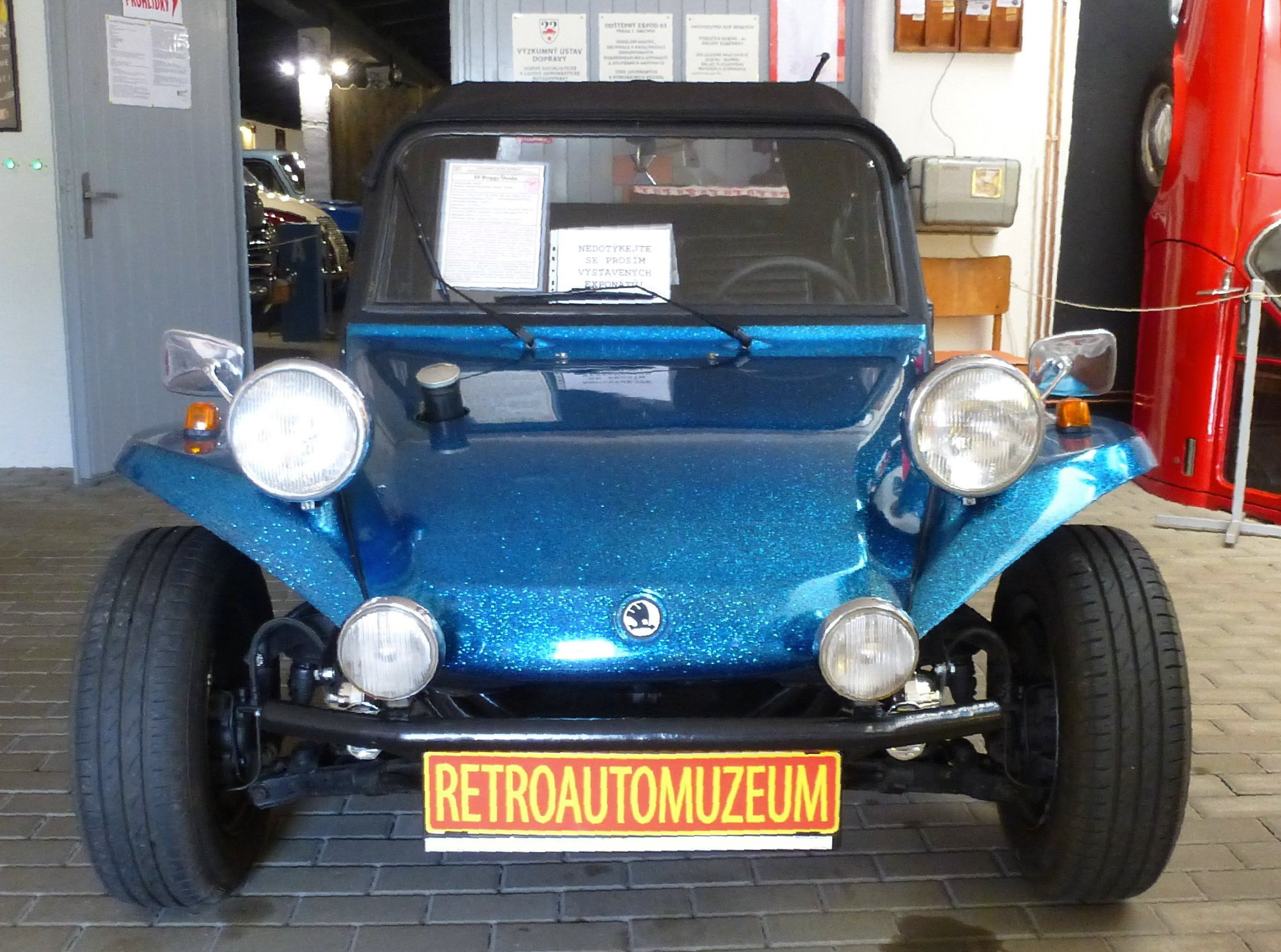
Auto in het oldtimermuseum (2023)
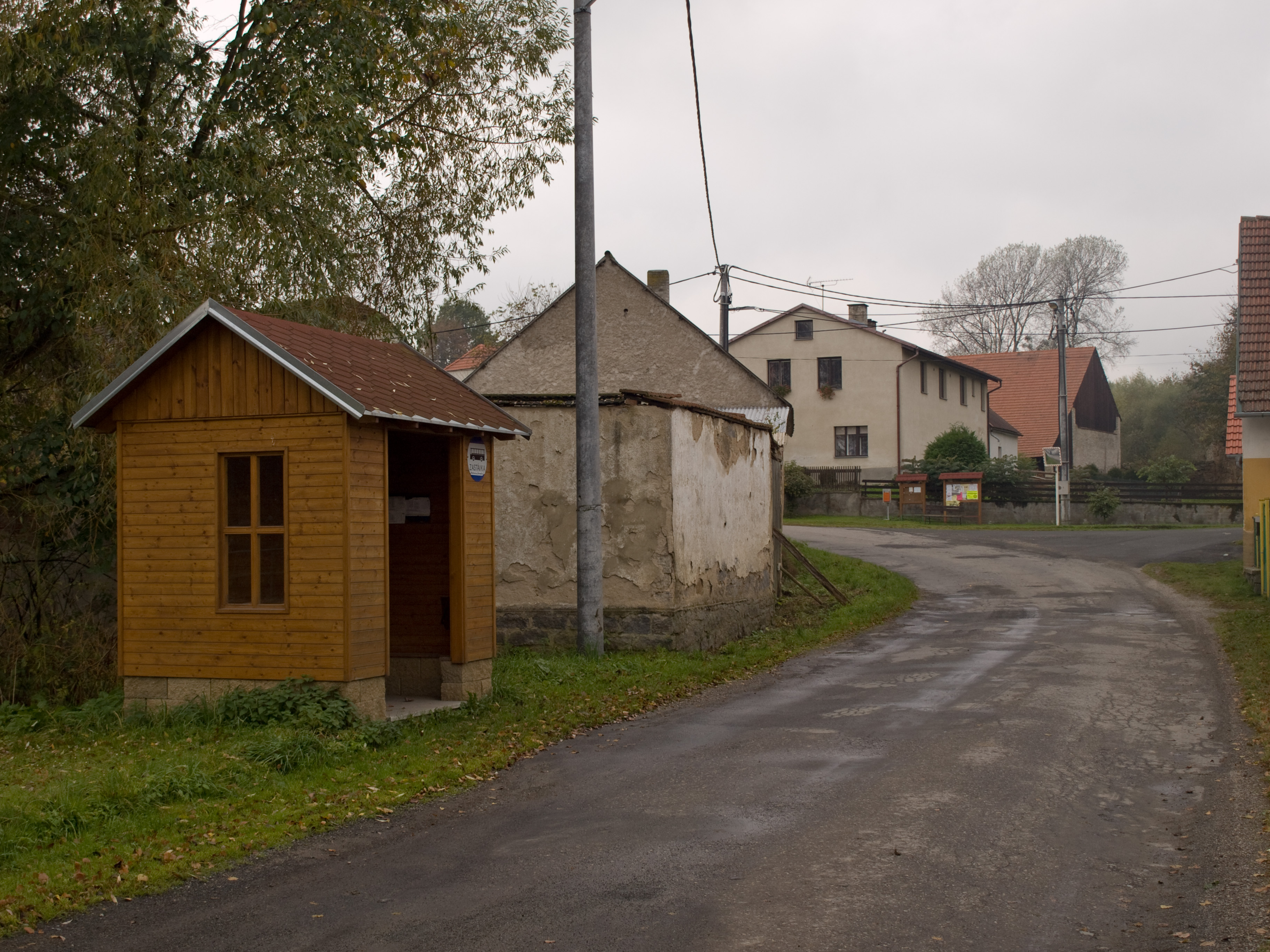
Bushalte en straat in het dorp (2012)
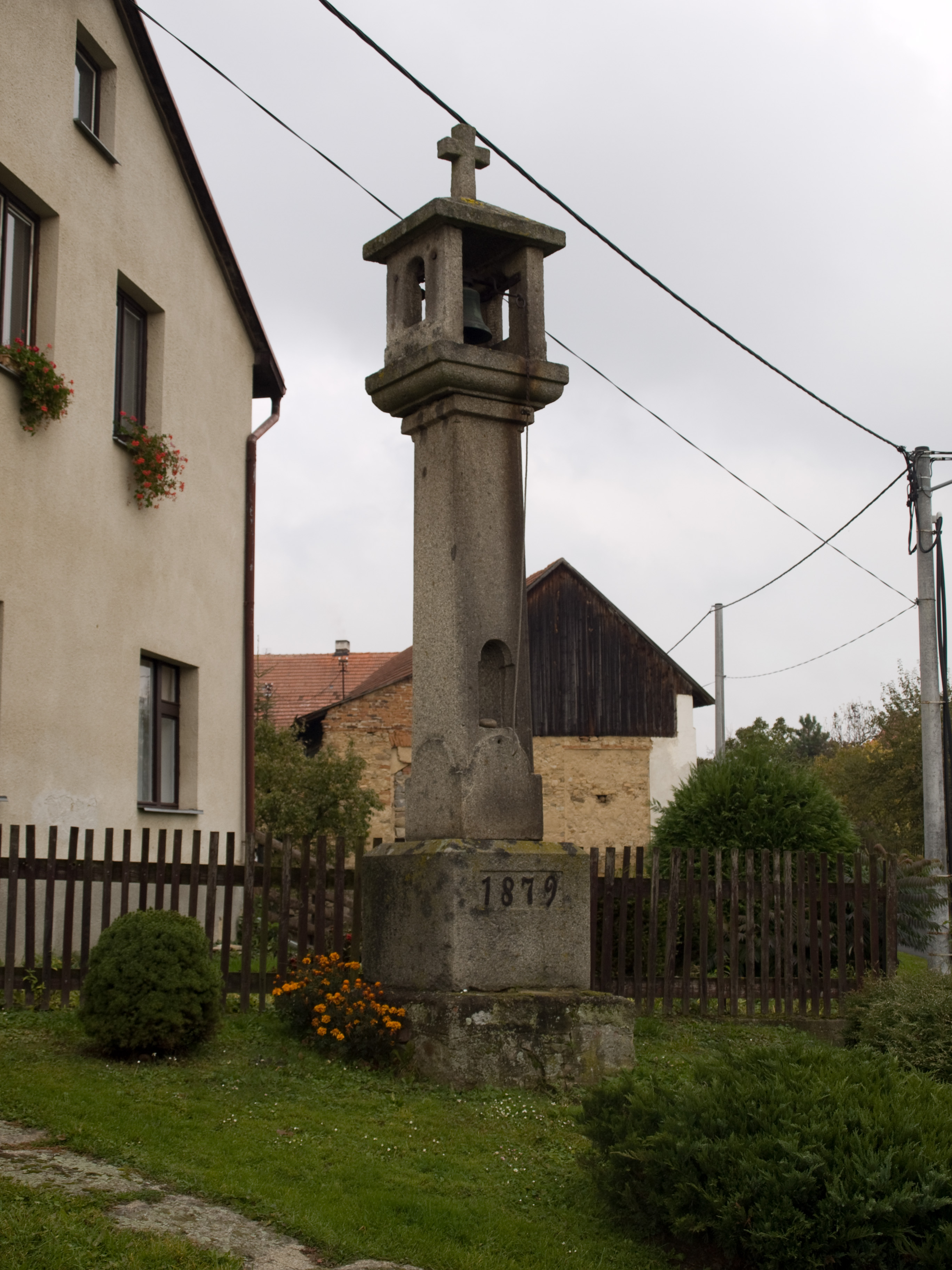
Klokkentoren (2010)